# Lotrioara
La rivière Lotrioara est une rivière de Roumanie, affluent droit de la rivière Olt. Il se déverse dans l'Olt à Lazaret. Elle commence au confluent de deux branches : Valea Ursului et Sterpu. 

## Affluents
Les rivières suivantes sont des affluents de la rivière Lotrioara : 
- À gauche: Valea Ursului, Lotrișoara Mare, Mohan, Gruiu Scurt, Valea Rea, Valea Sasului, Valea Cerbului, Mogoșu.
- Droite: Sterpu, Pologașu, Sfârcașu, Gârcu, Frasinu, Izvorul Tomnatecului, Pârâul Mielului, Tisa, Valea Neagră, Prejba, Pitulușul, Podragul, Podragul, Mătrăguna.

## Plans
- Harta județului Sibiu